# Лазар Марковић (фудбалер)
Лазар Марковић (Чачак, 2. март 1994) српски је фудбалер. Тренутно наступа за Газијантеп.

## Клупска каријера
Фудбал је почео играти у чачанском Борцу, а 2006. је прешао у београдски Партизан.
За сениорски тим Партизана дебитовао је 9. маја 2011. у мечу против ужичке Слободе (2:1), а свој први првенствени гол постигао је 13. августа 2011. на мечу против Новог Пазара.
Први професионални уговор са Партизаном Марковић је потписао у јулу 2011.
Марковић је као играч Партизана освојио три првенства Србије и један куп. За београдске „црно-беле” је одиграо укупно 65 утакмица и постигао 14 погодака.
У јуну 2013. прелази у лисабонску Бенфику и већ у првој сезони пружа сјајне партије и један је од најзаслужнијих за освајање дупле круне у Португалу.
У јулу 2014. са Ливерпулом је потписао вишегодишњи уговор. Како су пренели британски медији, Ливерпул је за трансфер Марковића платио 25 милиона евра. У Енглеској се, међутим, није наиграо, као ни на позајмици у Фенербахчеу, па се у лето 2016. вратио у Португал, али не у Бенфику, већ у редове великог градског ривала – Спортинга. Имао је проблема са повредама, а у Португалији готово и да није добио шансу. Као бивши играч Бенфике, у Спортингу је дочекан “на нож”, па је још једна промена средине била логичан избор.
Крајем јануара 2017. се вратио на Острво и до краја пролећне сезоне носио дрес Хал Ситија, коме није помогао да сачува премијерлигашки статус.
Крајем јануара 2018. године Ливерпул га је поново позајмио, овога пута белгијском Андерлехту.
Марковић је 31. јануара 2019. потписао уговор до краја сезоне са енглеским премијерлигашем Фуламом. За екипу Фулама је наступио на само једном мечу, да би на крају сезоне након истека уговора напустио клуб.
Почетком септембра 2019. године се вратио у Партизан, са којим је потписао трогодишњи уговор. Марковић је напустио Партизан по истеку уговора на крају такмичарске 2021/22. У јулу 2022. је потписао уговор са турским суперлигашем Газијантепом. Због земљотреса који је погодио Турску, а посебно регион Газијантепа, Марковићев клуб је у фебруару 2023. одлучио да иступи из свих такмичења до краја такмичарске 2022/23. Након тога је српски фудбалер прослеђен на позајмицу у Трабзонспор до краја сезоне.

## Репрезентација
У октобру 2009. дебитовао за репрезентацију Србије до 17 година, а у мају 2011. наступио је за репрезентацију Србије на Европском првенству У-17 чији је домаћин била Србија.
Није наступао за репрезентацију до 19 година јер је позван у младу репрезентацију у којој је дебитовао на утакмици против Данске октобра 2011.
За сениорску репрезентацију Србије дебитовао је 28. фебруара 2012. на пријатељском мечу против Јерменије (2:0) у Лимасолу.

### Голови за репрезентацију
| #  | Датум               | Место                   | Противник  | Гол   | Резултат | Такмичење                                |
| -- | ------------------- | ----------------------- | ---------- | ----- | -------- | ---------------------------------------- |
| 1. | 14. новембар 2012.  | Санкт Гален, Швајцарска | Чиле       | 1 : 0 | 3 : 1    | Пријатељска                              |
| 2. | 10. септембар 2013. | Кардиф, Велс            | Велс       | 0 : 3 | 0 : 3    | Квалификације за Светско првенство 2014. |
| 3. | 7. јун 2015.        | Санкт Пелтен, Аустрија  | Азербејџан | 4 : 1 | 4 : 1    | Пријатељска                              |

## Трофеји

### Партизан
- Суперлига Србије (2) : 2011/12, 2012/13.

### Бенфика
- Првенство Португала (1) : 2013/14.
- Куп Португала (1) : 2013/14.
- Лига куп Португала (1) : 2013/14.